# Хальяла (волость, 2017)
Ха́льяла (эст. Haljala vald) — волость в Эстонии, в составе уезда Ляэне-Вирумаа. Образована в 2017 году. Административный центр — посёлок Вызу.

## География
Расположена в северной части уезда Ляэне-Вирумаа. На западе граничит с волостью Куусалу, на юге — с волостями Кадрина и Раквере, на востоке — с волостью Виру-Нигула. Площадь волости Хальяла составляет 548,62 км², плотность населения на 1 января 2024 года — 7,3 чел/км². Протяжённость береговой линии около 100 км. На территории волости расположены один национальный парк (Лахемаа, занимает около 40 % площади волости), два заповедника, один природный парк, 8 охраняемых государством парков и несколько природоохранных объектов. Полностью или частично на территории волости находятся 9 объектов природоохранной сети «Natura 2000» и 1 район «HELCOM».
В волости расположены несколько островов, в их числе Курадисаар (известный также как Саартнеэм и Роозисаар), Пыхья-Ухтью (известен также как Суур-Круммал), Лыуна-Ухтью (известен также как Вяйке-Круммал), Эльви и Вайндло, самый северный остров Эстонии. Также есть несколько малых островов в окрестностях полуостровов Кясму и Верги.
Самые большие озёра волости: Кясму и Орувески. Самые крупные реки: Лообу, Вызу, Вайнупеа, Селья и Тоолсе.
Полезные ископаемые: плитняк, строительный песок, щебень, торф, сапропель, фосфорит.

## История
Волость Хальяла  была создана 25 октября 2017 года в результате административно-территориальной реформы путём объединения волостей Вихула и Хальяла. Волость включает в себя 2 посёлка и 72 деревни. Административный центр волости — посёлок Вызу.
Как административная единица, волость стала формироваться в начале XIX века в связи с отменой крепостного права, изначально являясь самостоятельной сельской общиной в окрестностях одной мызы. В настоящее время волость расположена на территории нескольких исторических приходов.

## Символика
Символикой волости Хальяла является символика упразднённой волости Хальяла. Синий является цветом Вирумаа.
Герб: на синем щите серебристая фея, которая связана с легендой о происхождении названия волости, а также является защитным духом Хальяла. Восьмиугольная золотая звезда символизирует свет и знания, людские надежды и устремления.
Флаг: на синем поле жёлтая восьмиугольная звезда, основной цвет — синий, в стороне древка белая продольная полоса шириной в 2 единицы. Соотношение ширины и длины флага 7:9, нормальный размер 105×135 см.
Автором символики является Прийт Херодес (Priit Herodes). Символика была принята в использование 8 марта 1994 года.

## Населённые пункты
В состав волости входят 2 посёлка и 72 деревни.

Посёлки: Вызу и Хальяла.

Деревни: Аавику, Ааспере, Аасу, Аасуметса, Адака, Алтья, Анди, Анниквере, Аукюла, Вайнупеа, Ванамыйза, Варангу, Ватку, Верги, Вила, Вилланди, Вихула, Вызупере, Выле, Выхма, Идавере, Илумяэ, Йоанду, Кавасту, Кандле, Какувялья, Карепа, Карула, Кива, Кисувере, Кольяку, Коолимяэ, Корьюзе, Коста, Кылду, Кярму, Кясму, Лаули, Лахе, Лийгусте, Лихулыпе, Лоби, Метсанурга, Метсику, Муйке, Мустоя, Наттури, Ноону, Оанду, Пааси, Палмсе, Паювески, Педассааре, Пехка, Пихласпеа, Пыдрузе, Рутья, Сагади, Сакуссааре, Салатсе, Саусте, Татрузе, Тепельвялья, Тидрику, Тийгри, Тоолсе, Тыугу, Уускюла, Хайли, Эйсма, Эру, Эссу.

## Статистика
Данные Департамента статистики Эстонии о волости Хальяла:
Число жителей на 1 января каждого года:
| Год  | 2015 | 2016   | 2017   | 2018   | 2019   | 2020   | 2021   | 2022   | 2023   | 2024   |
| ---- | ---- | ------ | ------ | ------ | ------ | ------ | ------ | ------ | ------ | ------ |
| Чел. | 4385 | ↗ 4388 | ↘ 4318 | ↗ 4319 | ↗ 4321 | ↘ 4312 | ↘ 4297 | ↘ 4089 | ↘ 4072 | ↘ 4017 |

Число рождений (живорождённых):
| Год  | 2016 | 2017 | 2018 | 2019 | 2020 | 2021 | 2022 | 2023 |
| ---- | ---- | ---- | ---- | ---- | ---- | ---- | ---- | ---- |
| Чел. | 39   | ↘ 38 | ↗ 40 | ↗ 47 | ↘ 40 | ↗ 45 | ↘ 24 | ↗ 25 |

Число умерших:
| Год   | 2016 | 2017 | 2018 | 2019 | 2020 | 2021 | 2022 | 2023 |
| ----- | ---- | ---- | ---- | ---- | ---- | ---- | ---- | ---- |
| Чел.х | 67   | ↘ 54 | ↘ 53 | ↗ 58 | ↘ 52 | ↗ 77 | ↘ 54 | ↗ 62 |

Зарегистрированные безработные*:
| Год  | 2015 | 2016 | 2017 | 2018 | 2019 | 2020 | 2021 | 2022 | 2023 |
| ---- | ---- | ---- | ---- | ---- | ---- | ---- | ---- | ---- | ---- |
| Чел. | 66   | 52   | 66   | 84   | 85   | 105  | 162  | 133  | 118  |

*2015—2019 годы — среднегодовое число, с 2020 года — на 1 января.
Средняя брутто-зарплата работника:
| Год  | 2015 | 2016   | 2017   | 2018   | 2019   | 2020   | 2021   | 2022   |
| ---- | ---- | ------ | ------ | ------ | ------ | ------ | ------ | ------ |
| Евро | 976  | ↗ 1034 | ↗ 1133 | ↗ 1208 | ↗ 1287 | ↗ 1348 | ↗ 1418 | ↗ 1479 |

В 2019 году волость Хальяла стояла на 22 месте по величине средней брутто-зарплаты работника среди 79 муниципалитетов Эстонии.
Число учеников в школах:
| Год  | 2015 | 2016  | 2017  | 2018  | 2019  | 2020  | 2021  | 2022  | 2023  | 2024  |
| ---- | ---- | ----- | ----- | ----- | ----- | ----- | ----- | ----- | ----- | ----- |
| Чел. | 311  | ↗ 314 | ↘ 299 | ↗ 304 | ↗ 314 | ↗ 315 | ↘ 300 | ↗ 318 | ↘ 313 | ↗ 315 |

## Инфраструктура

### Образование
В посёлке Вызу работает основная школа-детский сад, в посёлке Хальяла — основная школа. Есть детский сад в Хальяла, а также 3 группы основной школы-детского сада Вызу, работающие в Вызу, Вихула и Вызупере. Среднее и средне-профессиональное образование можно получить только за пределами волости.
В посёлке Хальяла есть библиотека с филиалами в 7 деревнях.

### Медицина и социальное обеспечение
В волости работают 2 семейных врача (в Вызу и Хальяла) и 1 аптека в Вызу. Семейный врач также принимает жителей волости в городе Раквере.

### Культура, досуг и спорт
В Хальяла есть Спортивный центр. Спортивное здание и открытая волейбольная площадка есть у школы Вызу. В волости 6 спортивных клубов: волейбольный, настольного тенниса, мотоклуб и др.; есть 2 конно-спортивных хутора (в Рутья и Пааси).
Работают Молодёжный центр в Хальяла (для детей и молодёжи в возрасте от 7 до 26 лет) и Молодёжная комната в Вызу. Услуги свободного времяпрепровождения и услуги общественных организаций предоставляют 3 народных дома, 3 общинных дома и 1 сельский дом.
Ежегодные культурные мероприятия волости Хальяла: 
- в Вызу:

— Музыкальные дни, День велосипеда, День бриджа, с 2013 года — пляжный фестиваль «Раннафест» (Rannafest) и фестиваль фильмов «Вызу Глямм» (Võsu Glämm), с 2014 года — Фестиваль Георга Отса и крупнейшее спортивное мероприятие волости — «Вызуский марафон середины лета» (Võsu Südasuve Maraton);
- в Кясму:

— «Прекрасные концерты» (Kaunid kontserdid), фестиваль «Виру Фольк» (Viru Folk);
- летние представления на открытом воздухе на мызах Пальмс (Палмсе), Фиоль (Вихула) и Саггади (Сагади).

Музеи: мыза Сагади и Лесной музей Сагади (около 32 000 посетителей в год), Сельский музей в Лоби, Морской музей в Кясму, Сельский музей Каламе в деревне Карлепа. Мызу Палмсе в год посещает около 80 000 туристов.
В волости есть 33 предприятия, предоставляющие гостиничные услуги, несколько подготовленных Центром управления государственными лесами (RMK) площадок для палаток и костров и места для парковки автокараванов.

### Общественный транспорт и связь
Автобусным сообщением уездного значения охвачены все крупные населённые пункты волости. Учащихся школ и детских садов обслуживают школьные автобусы, которыми могут также пользоваться и другие жители волости. Прибывающих с моря туристов принимает яхтенный порт в деревне Верги. Порты также расположены в Эйсма, Вызу, Карепа и др.
На территории волости обеспечена постоянная мобильная связь, проблемы с которой есть только в районах пляжей и на территории национального парка Лахемаа. В посёлке Вызу работает почтовая контора, в посёлке Хальяла — почтовый пункт.

## Экономика
Предприятия волости — в основном малые и микро-предприятия. Наибольшее число работников занято в сельском хозяйстве, где в свою очередь доминирует выращивание зерновых.
Крупнейшие работодатели волости по состоянию на 31 декабря 2019 года: 
| Предприятие/организация     | Вид деятельности                                  | Численность работников |
| --------------------------- | ------------------------------------------------- | ---------------------- |
| Bellus Furniture OÜ         | Производство мебели; производство матрасов        | 203                    |
| SA Virumaa Muuseumid        | Музеи                                             | 117                    |
| Управа волости Хальяла      | Деятельность органов государственного управления  | 106                    |
| Trendsetter Europe OÜ       | Производство домашнего текстиля                   | 105                    |
| Eswire OÜ                   | Оптовая торговля электротехническим оборудованием | 85                     |
| Vihula Manor Hospitality OÜ | Гостиничные услуги и ресторан на мызе Вихула      | 80                     |
| Palmse Mehaanikakoda OÜ     | Производство сельскохозяйственных машин           | 61                     |
| Viru Õlu AS                 | Производство пива и безалкогольных напитков       | 56                     |
| Основная школа-детсад Вызу  | Образование дошкольное и основное общее           | 50                     |
| Palmse Metall OÜ            | Производство сельскохозяйственных машин           | 40                     |
| Aaspere Agro OÜ             | Выращивание зерновых культур                      | 30                     |

## Достопримечательности
По данным Государственного регистра памятников культуры Эстонии за 2018 год на территории волости находятся 285 памятников истории, археологии и архитектуры.
Главные достопримечательности волости:
- мыза Фиоль (Вихула),
- мыза Пальмс (Палмсе),
- мыза Саггади (Сагади),
- церковь Хальяла,
- церковь Кясму,
- развалины крепости Тольсбург.

## Галерея
- Церковь Хальяла
- Церковь Кясму
- Мыза Пальмс (Палмсе)
- Мыза Фиоль (Вихула)
- Главное здание мызы Аннигфер (Анниквере)
- Главное здание мызы  Саггади (Сагади)
- Развалины замка Тольсбург
- Деревня Вызу
- Рыбацкие домики в деревне Алтья
- Фестиваль «Viru Folk 2019»
- Река Селья